# Ursino (antipapa)
Ursino, noto anche come Ursicino (... – 385), è stato un religioso romano, eletto vescovo di Roma nel settembre del 366 in opposizione a Damaso. Esiliato e poi perdonato, fu nuovamente e definitivamente mandato in esilio.
È considerato un antipapa dalla Chiesa cattolica.

## Biografia

### Ursino contro Damaso
L'elezione e il mandato di Ursino si inseriscono in una frattura dei cristiani romani avvenuta durante il regno dell'imperatore Costanzo II, il quale nel 355 depose ed esiliò da Roma il vescovo Liberio (352–366) per essersi opposto alla sua politica anti-nicena e per non aver condannato Atanasio di Alessandria; al suo posto fu eletto Vescovo il diacono Felice. Qualche tempo dopo Liberio fu riabilitato, per le pressioni che alcune ricche matrone romane avevano esercitato sull'Imperatore tramite i loro mariti, e Liberio tornò a Roma, dove ora si trovavano però due vescovi. La frattura sembrò ricomporsi con la morte di Felice nel novembre del 365, ma alla morte di Liberio, il 24 settembre 366, il clero romano si divise nuovamente in due fazioni: una, che faceva riferimento a Felice, scelse e consacrò il diacono Ursino; l'altra, composta da coloro che avevano sostenuto Liberio, elesse e consacrò il presbitero Damaso.
È probabile che Ursino e Damaso siano stati eletti contemporaneamente, con Ursino che fu scelto e consacrato nella basilica Iulii trans Tiberim (la basilica di Santa Maria in Trastevere), e Damaso eletto e consacrato nella chiesa del titolo in Lucinis (la chiesa di San Lorenzo in Lucina). Le fonti antiche si dividono sulle date precise: la Collectio Avellana precisa che Ursino fu scelto e consacrato prima di Damaso, e riporta come i sostenitori di quest'ultimo assediarono per tre giorni i sostenitori di Ursino nella basilica Iulii; Rufino afferma che fu invece Damaso a essere scelto per primo, e che allora Ursino si fece scegliere e consacrare vescovo prima della consacrazione del suo avversario; Girolamo non menziona chi sia stato scelto per primo, ma afferma che Damaso fu consacrato per primo.

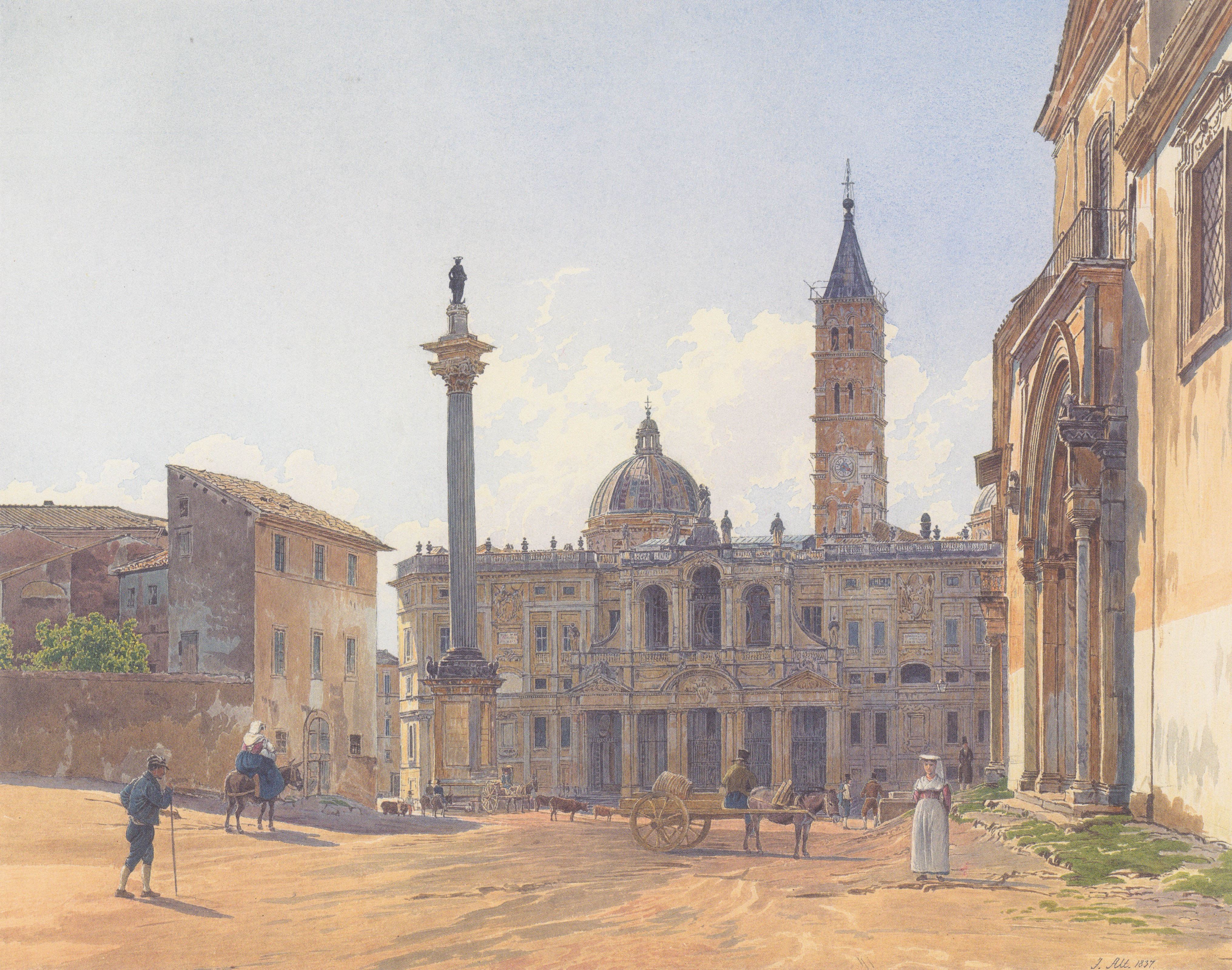
La basilica di Santa Maria Maggiore a Roma, l'antica «basilica di Sicinino», fu teatro di scontri tra i sostenitori di Ursino e quelli del suo avversario Damaso: in un'occasione i sostenitori di Damaso attaccarono gli ursiniani raccolti nella basilica e gli scontri causarono 160 morti.

Damaso si appellò alle autorità civili e il praefectus urbi Vivenzio Scisciano, ubbidendo agli ordini dell'imperatore Valentiniano I, esiliò Ursino; la Collectio Avellana afferma però che Ursino fosse stato esiliato perché Damaso aveva corrotto Vivenzio e il praefectus annonae Giuliano. Vivenzio non intervenne militarmente per fermare gli scontri tra le fazioni, ma anzi si allontanò da Roma, e i sostenitori di Damaso e Ursino continuarono i loro scontri. Ammiano narra un attacco alla basilica di Sicinino (la basilica liberiana) che causò 137 morti:
(Ammiano Marcellino, Res Gestae, XXVII, 12–14.)
Nella Collectio Avellana si cita un altro sanguinoso episodio: i sostenitori di Ursino si erano rifugiati nella basilica liberiana, ma lì furono assaliti dai seguaci di Damaso (26 ottobre), e alla fine degli scontri si contarono 160 morti e molti feriti.
Nel maggio 367 a Vivenzio succedette il senatore gallico Giunio Pomponio Ammonio; ad agosto dello stesso anno entrò invece in carica Vettio Agorio Pretestato; Ursino si appellò all'imperatore Valentiniano per poter tornare a Roma con i propri diaconi, e l'imperatore lo perdonò e gli concesse il ritorno. Ma, non appena Ursino tornò a Roma (15 settembre 367), scoppiarono nuovamente degli scontri tra i suoi sostenitori e quelli di Damaso, e gli ursiniani continuarono a occupare la basilica liberiana.
Pretestato decise di intervenire per porre fine definitivamente agli scontri. Si schierò dalla parte di Damaso e fece bandire nuovamente Ursino; fece anche espellere gli ursiniani da Roma, anche se l'imperatore limitò il bando all'area intra muros, Gli ursiniani ripresero a riunirsi fuori le mura, ad Sanctam Agnem (la basilica di Sant'Agnese fuori le mura), ma anche qui furono attaccati dai damasiani. Damaso ricevette dal prefetto la basilica di Sicinino, che era la sede principale degli ursiniani.
Nel 378 si tenne un concilio a Roma, nel quale Ursino fu condannato e Damaso dichiarato l'autentico vescovo. Da tale concilio fu indirizzata una lettera agli imperatori Graziano e Valentiniano II, in cui si specificava che Ursino ed i suoi seguaci continuavano segretamente le loro macchinazioni contro Damaso (Epistolae Concilii Romani ad Gratianus et Valentinianus).
Nel concilio di Aquileia (381), Ambrogio da Milano ebbe un ruolo di primo piano nel far dichiarare Ursino usurpatore, e nel far indirizzare all'imperatore Graziano una lettera contro di lui. Ambrogio in quest'occasione affermò che Damaso fu eletto per volere di Dio.
Dopo questi avvenimenti Ursino si trasferì a Milano, dove sembra che si sia unito al partito ariano, che gli promise il suo appoggio. Ma Ambrogio, vescovo di Milano, dopo aver informato l'imperatore Graziano di quanto stava avvenendo, bandì Ursino dall'Italia, e lo fece confinare a Colonia.. Di Ursino non si sa più nulla fino alla morte di Damaso (dicembre 384), quando si oppose all'elezione di Siricio, eletto col beneplacito generale del popolo romano. In ogni caso, in seguito, Ursino sembra non avere avuto appoggi sufficienti a provocare conflitti e disturbo a Roma.
Morì nel 385.